# Stephen Wiltshire

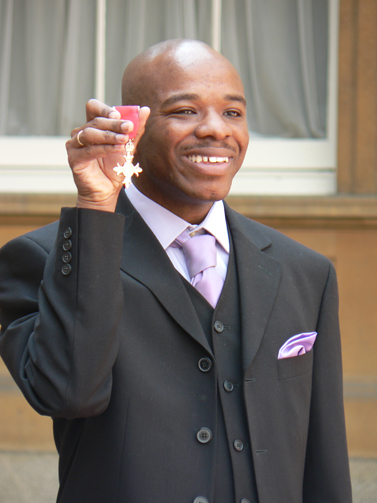
Stephen Wiltshire

Stephen Wiltshire (Londen, 24 april 1974) is een architecturaal kunstenaar met het savantsyndroom.

## Leven
Stephen Wiltshire heeft West-Indische ouders. 
Op zijn derde werd hij gediagnosticeerd met het klassiek autisme. Datzelfde jaar stierf zijn vader.
Stephen leerde pas op z'n negende spreken, en ook daarna bleef zijn taalontwikkeling vertraagd.
Op zijn vierde begon Stephen te communiceren via tekeningen die hij maakte. Op zijn achtste begon hij met het tekenen van flatgebouwen na een aardbeving en auto's. Aardbevingen, auto's en architectuur bleven vanaf dat moment zijn favoriete bezigheden. 
Eenmaal aangemoedigd om te blijven tekenen, begon Stephen ook op andere ontwikkelingsgebieden, zij het heel traag, te evolueren. 
Door zijn werk en uitzonderlijke kwaliteit op vlak van kunst, ondanks zijn beperkte ontwikkeling op andere levensgebieden, is Stephen Wiltshire in 2006 onderscheiden tot Lid in de Orde van het Britse Rijk, een Britse ridderorde.

## Werk

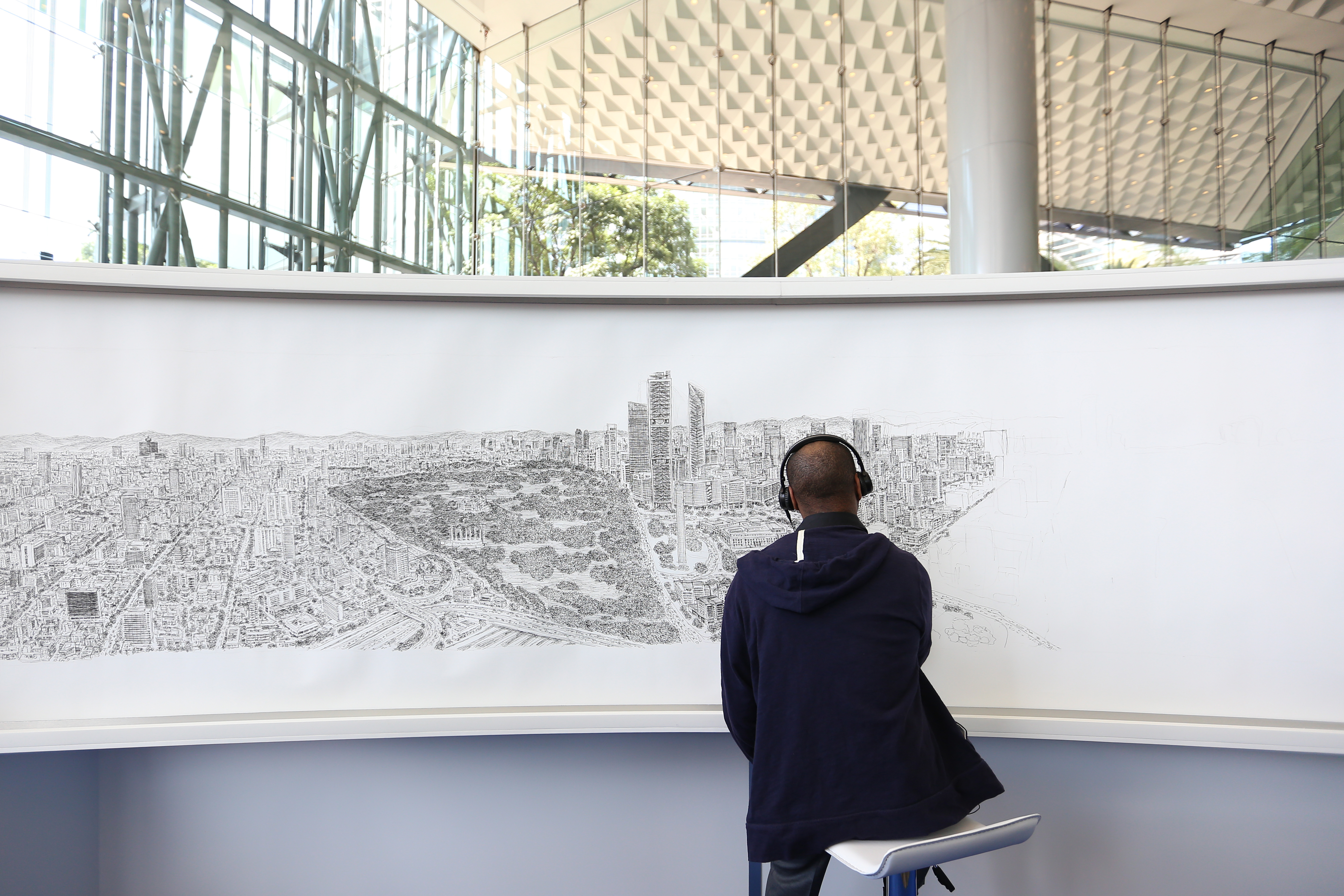
Wiltshire tekent de skyline van Mexico-Stad

Op zijn tiende tekende Wiltshire een reeks beelden die hij "een Londens alfabet" noemde, een reeks Londense stadsgezichten, die elk een letter voor moest stellen. Drie jaar later, mede als gevolg van een interview in de BBC-documentaire "The Foolish Wise Ones" (de Dwaze Wijzen), werd een deel van dit werk uitgegeven.
Wiltshire werd populair als outsider kunstenaar en onder bewonderaars van autistische savants. Zijn voornaamste talent bestaat eruit een blik te werpen op een doel en dit vervolgens heel accuraat en sterk gedetailleerd op doek te zetten. Een beroemd voorbeeld is zijn tekening van de Tower Bridge in Londen na een enkele helikoptervlucht. 
Aan zijn werk zijn enkele tentoonstellingen gewijd. Ook zijn er televisiedocumentaires over hem gemaakt. Hij werd onder andere besproken door de neuroloog Oliver Sacks in Een antropoloog op Mars en door Douwe Draaisma in Waarom het leven sneller gaat als je ouder wordt.
- CiNii: DA08852682
- Gemeinsame Normdatei: 1038350476
- International Standard Name Identifier: 0000 0000 6449 2594
- Library of Congress Control Number: n92023355
- Bibliotheek van het Japanse parlement: 00477349
- Nationale Bibliotheek van Israël: 987007352607005171
- Nederlandse Thesaurus van Auteursnamen: 073624772
- RKD-Nederlands Instituut voor Kunstgeschiedenis: 278487
- SNAC: w6rz6wsn
- Trove: 895292
- Union List of Artist Names: 500079553
- Virtual International Authority File: 91991365
- WorldCat: E39PBJk4yKf9qd96RFx4tTtYfq